# Baril
Baril (även barile, barilla, barril) är ett rymdmått vanligen för vin, brukat i Frankrike, Italien, Grekland, Spanien, Portugal och Sydamerika.
1 baril i Nize = 46,75 liter; i Venedig och Grekland = 64,386 liter; i Neapel = 43,6 liter; i Barcelona = 160,76 liter; i Oporto 456,56 liter och i Lissabon 301,33 liter. I Belgien kallades tidigare 1 hektoliter för baril.
Senare har Baril i norra Italien motsvarat 45,6 liter för vin och 33,4 liter för olja; på Sicilien 34,89 liter; i Rom 57,87 liter för olja; på Sardinien cirka 34 liter för olja.